# Mara Aguirre

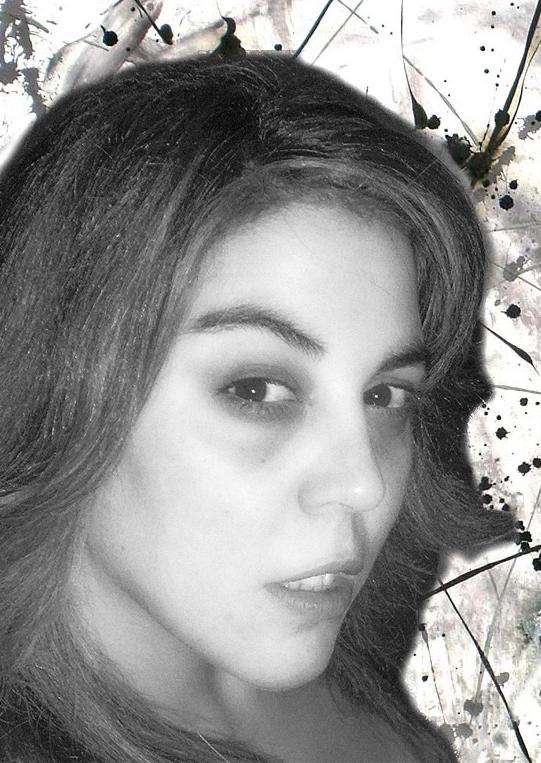
Mara Aguirre

 Mara Aguirre (Berisso, Buenos Aires, Argentina, 6 de diciembre de 1978) es una joven poetisa y narradora argentina.

## Breve Biografía
Mara Aguirre nació en Berisso, Capital Provincia del Inmigrante, en 1978. Es hija de Néstor Eduardo Aguirre, comerciante, y Graciela Beatriz Paganini, ama de casa. Por decisión de sus padres, Mara comenzó su formación artística a la temprana edad de 4 años, en el área de la música. Sus estudios de piano, que cursara en principio en el Instituto Musical Debussy, continuarían en dicha casa hasta 1988, año en el que cumpliera con la edad mínima para ingresar en la Escuela de Arte de Berisso, donde progresara en sus estudios de piano para, años más tarde, ingresar al Magisterio de Música. Posteriormente, Mara incursionaría en el teatro pasando por varios maestros, entre ellos el reconocido actor argentino Lito Cruz. Durante esa etapa de formación teatral fue que comenzaron sus primeros trabajos literarios, recibiendo su primer reconocimiento en 1997. Mara supo conjugar su producción literaria ininterrumpida con sus estudios universitarios en Ciencia Política y Relaciones Internacionales y sus formación en varios idiomas, entre ellos inglés, francés e italiano.

## Trayectoria Literaria
Conocida en el círculo literario bajo el seudónimo la Maga, en clara referencia al personaje de la gran obra de Julio Cortázar, Rayuela, Mara ha sido desde 1997 merecedora de distintos premios y menciones en certámenes de América y España. Fue antologada en Arrójame a las llamas y otros relatos, publicado por la editorial Palabra de Madrid, en el marco de su participación en el I Certamen de Narrativa Breve Bárbara-Ansón en 2001, publicó su cuento "Holiday" en el cuarto número de la revista de los Estudiantes de Postgrado del Departamento de Español y Portugués de la Universidad de Texas en Austin, Estados Unidos en 2005, recibió el mayor galardón del Premio ARTÍfice de Poesía del Ayuntamiento de Loja, España, en 2006 por su poemario "PULSO", publicado en "Proemio Seis". Al año siguiente su cuento "Chienlit" fue publicado en "El Tamaño del Tiempo", obra que recopila los autores destacados del Premio de Poesía, Relato Breve y Teatro "Aenigma", Las Palmas de Gran Canaria. España. Ese mismo año es convocada por Cecilia Eudave y Salvador Luis para participar en "El Arca", Bestiario y Ficciones de Treinta y un Narradores Hispanoamericanos. En 2008 es premiada en el XXV Concurso de Poesía Ciudad de Zaragoza por su poemario "Confesionales", el cual es publicado por el Servicio de Cultura del Ayuntamiento de Zaragoza, España.

## Poemarios
- MEA CULPA - 2004
- PULSO - 2005
- LAS NOCHES IMPOSIBLES - 2006
- CONFESIONALES - 2007
- JAQUE - 2008 (inédito)

## Colaboraciones
A lo largo de su carrera literaria ha colaborado con distintas revistas literarias tanto en Argentina como en España, Chile, Cuba y Brasil, en papel y electrónicas. Entre ellas se encuentran Pterodáctilo, Escribir y Publicar, El interpretador, Los Nóveles. También ha incursionado en el guion teatral y cinematográfico. 